# Hans Muff (Musiker)
Hans Muff (* 2. August 1944 in Menznau; † 2. Juli 2015) war ein Schweizer Musikproduzent, Klarinetten- und Saxophonspieler aus dem Kanton Luzern.

## Leben
Dank seinem Vater Josef Muff, der Akkordeon spielte, wurde Hans mit der Ländlermusik vertraut, und im Menznauer Stadelboden wurden regelmässig Musikantentreffs, die sogenannten Stubeten, durchgeführt. Hans Muff erlernte das Klarinettenspiel während seiner Schulzeit und spielte in der Feldmusik Menznau.
1967 gründete er seine eigene Ländlerkapelle, die seit 1998 Kapelle Hans & Claudia Muff hieß und den konzertanten Innerschweizerstil pflegte. Hans Muff wurde von seiner Tochter Claudia am Akkordeon begleitet. Der traditionsbewusste, aber auch experimentierfreudige Kapellmeister konnte auf viele Erfolge zurückblicken. Die Musik war für ihn als Produzenten zum Beruf geworden. Muff starb am 2. Juli 2015 im Alter von 70 Jahren nach längerer Krankheit.

## Diskografie
- Handgeschmiedet 25 J (1992)
- Mit Musig durs Läbe (1992)
- Hans Muff uf em Pintechehr (1997)
- Trio Claudia Muff (2001)
- Ländler in Swing (2004)
- Kapelle Claudia + Hans Muff mit Brasspartout (2004)
- Michaelskreuz-Gedenkfahrt (2005), mit Dani Häusler, Armin Bachmann und andere
- E tolli Sach (2008), mit Carlo Brunner